# Цеян Шэньцзе
Цеян Шэньцзе (кит. упр. 切阳什姐, пиньинь Qiēyáng Shíjiě, тиб. ཆོས་དབྱིངས་སྐྱིད་, Вайли: chos dbyings skyid, тиб. пиньинь: Qoiying Gyi, рус.: Чхёинг Кьи/Чёинг Гьи, МФА: [tɕʰǿjiŋ cîʔ], амдо-тиб. [tɕʰeɣjaŋ ʂcəl]; род. 11 ноября 1990, Хайянь, Цинхай) — китайская легкоатлетка, выступающая в спортивной ходьбе, олимпийская чемпионка 2012 года, призёр чемпионатов мира.

## Биография
Из семьи пастухов, по национальности — тибетка. В 2006 году поступила в спортшколу провинции Цинхай. В 2010 году вошла в состав национальной сборной. На Олимпийских играх 2012 года она завоевала серебряную медаль. После дисквалификации за применение допинга россиянки Елены Лашмановой, занявшей первое место, золото перешло к Цеян Шэньцзе.
На предолимпийском чемпионате мира 2019 года в Дохе, китайская спортсменка завоевала серебряную медаль на дистанции 20 километров, показав результат 1:33:10. Соревнования проходили в ночное время.